# Cosmoclostis schouteni
Cosmoclostis schouteni is een vlinder uit de familie vedermotten (Pterophoridae). De wetenschappelijke naam van deze soort is voor het eerst geldig gepubliceerd in 1990 door Gielis.
De soort komt voor in tropisch Afrika.